# Međurača
Međurača is een plaats in de gemeente Nova Rača in de Kroatische provincie Bjelovar-Bilogora. De plaats telt 368 inwoners (2001).